# Warzenbeißer

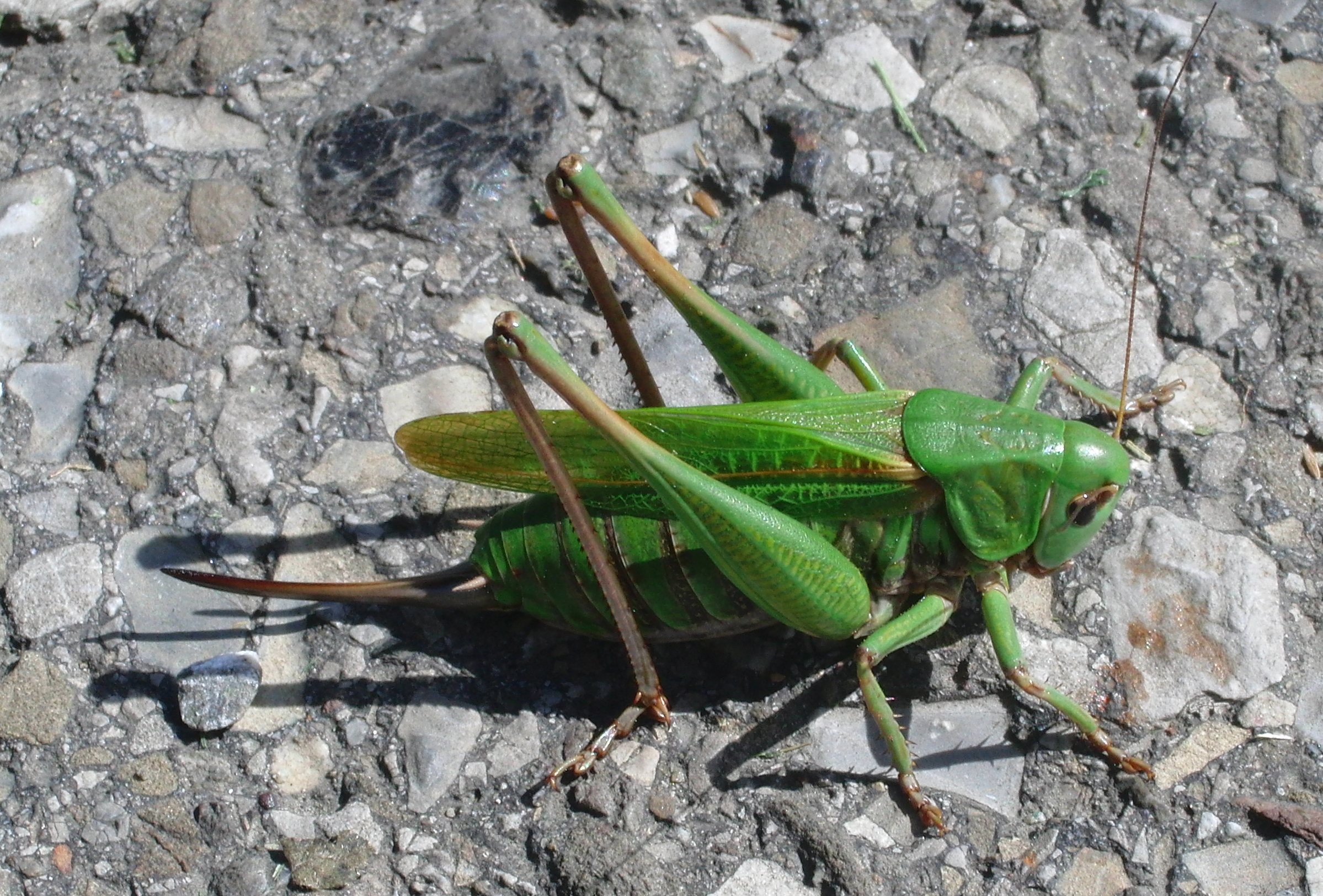
Weibchen

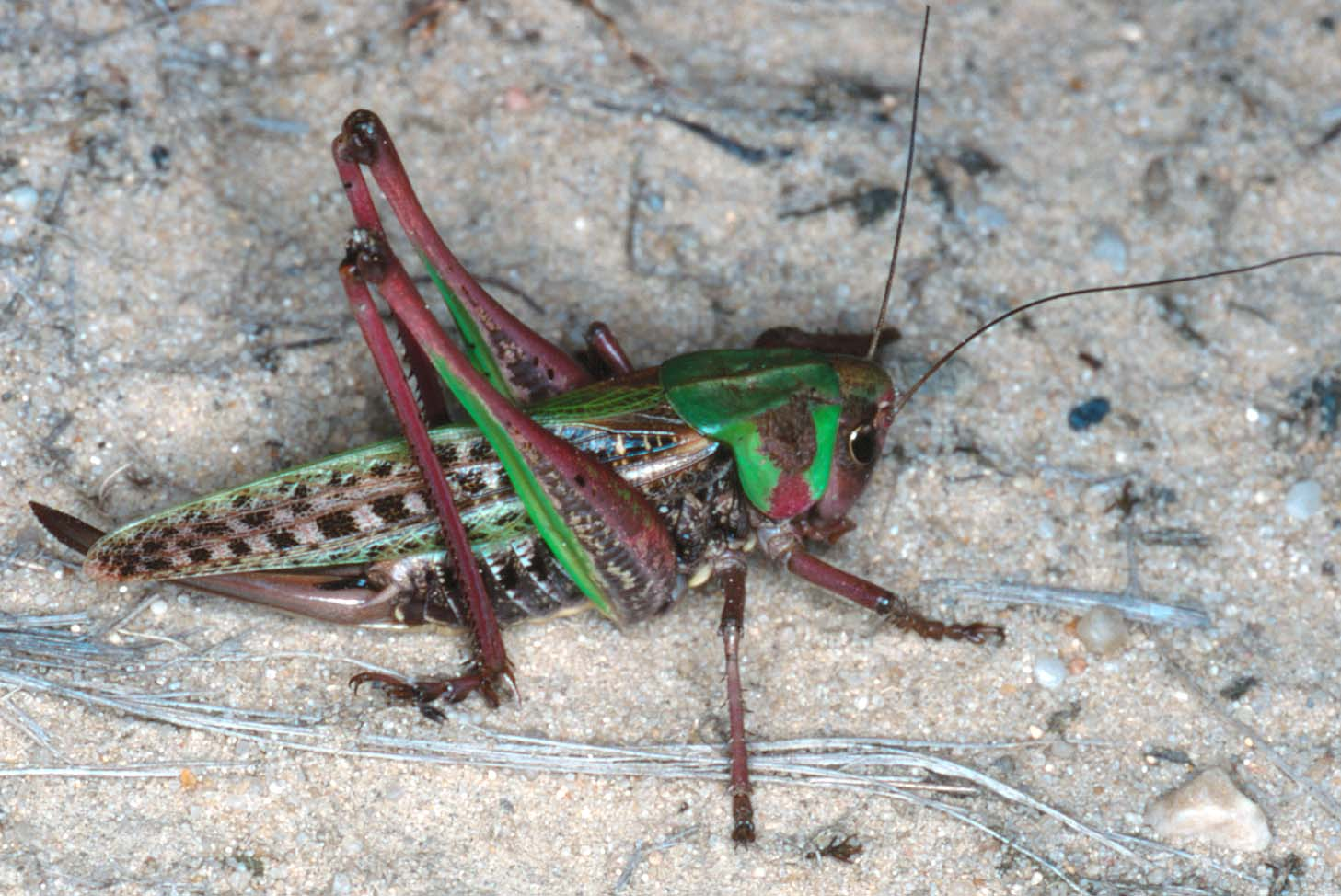
Weibchen

Warzenbeißer (Decticus verrucivorus) im Original-Kupferstich von 1749

Der Warzenbeißer (Decticus verrucivorus) ist eine Langfühlerschrecke aus der Überfamilie der Laubheuschrecken (Tettigonioidea). Der für Heuschrecken eher seltsame Name beruht auf dem Umstand, dass man die Tiere früher in Warzen beißen ließ, da man sich auf Grund ihrer ätzenden Verdauungssäfte dadurch eine heilende Wirkung erhoffte.

## Merkmale
Die Männchen werden 24 bis 38 Millimeter, die Weibchen 26 bis 44 Millimeter lang. Die Färbung variiert zwischen grün, gelbbraun und schwarzbraun, vielfach sind die Tiere aus einer Mischung dieser Farben gescheckt. Die Flügel haben dunkelbraune Würfelflecken. Sie sind schmal und klein im Vergleich zum massigen Körper. Bei den Männchen sind die Vorderflügel im Mittel 27,36 mm lang, die Länge der Hinterflügel, die in Ruhe von den Vorderflügeln vollständig verdeckt sind, beträgt im Mittel 24,70 mm. Bei den Weibchen messen die Vorderflügel im Mittel 29,03 mm, die Hinterflügel 26,65 mm. Sehr kurzflüglige Formen (aus Italien) und langflüglige Exemplare (s. Abb.) sind bekannt. Die Fühler sind etwa körperlang. Die lange Legeröhre (Ovipositor) der Weibchen ist leicht nach oben gebogen. Die Cerci der Männchen tragen hinter der Mitte Zähnchen.

## Vorkommen
Der Warzenbeißer ist in Europa und Asien verbreitet. Im Norden reicht die Verbreitung bis in den Süden Englands und Skandinaviens. Die Tiere leben vor allem auf niedrig wachsenden Bergwiesen, auf Trockenrasen und auch auf Feuchtwiesen. Oft werden sie auch auf Ackerbrachen angetroffen.

## Lebensweise
Warzenbeißer sind tagaktiv. Sie ernähren sich hauptsächlich von Insekten, jedoch auch von Pflanzen. Bei der Paarung klammert sich das Männchen mit den Vorderbeinen an der Legeröhre des Weibchens an. Die hellen Eier werden einzeln in die Erde gelegt. Bis die Larven ausgewachsen sind, vergehen zirka eineinhalb Jahre. Erste erwachsene Tiere sind in Mitteleuropa ab Anfang Juni zu beobachten. Im Süden Europas treten die Adulti früher, im Norden später auf.

## Gesang und Lautorgan

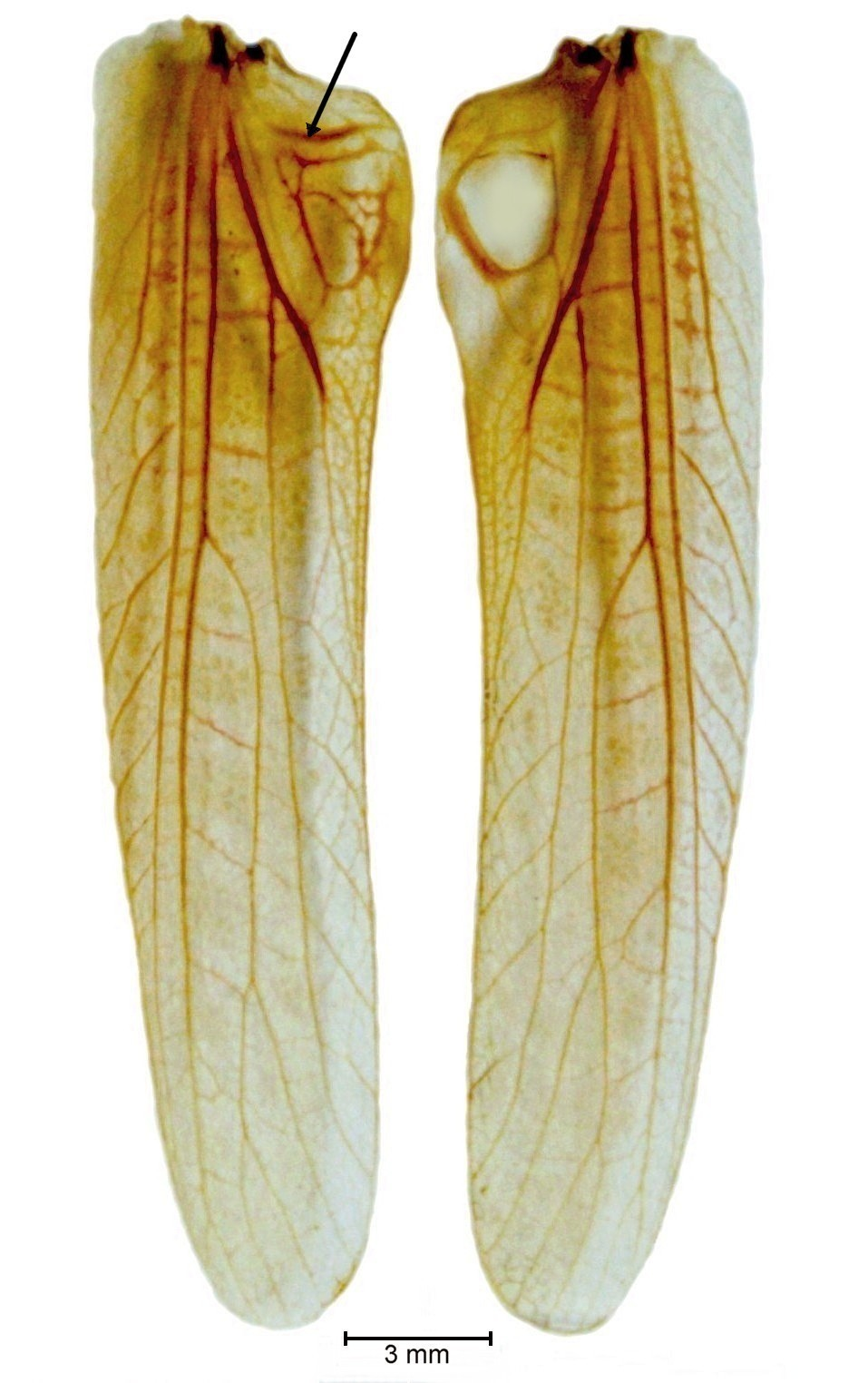
Linker und rechter Vorderflügel eines adulten Männchens. Der Pfeil zeigt auf die aktive Schrillleiste. Die Farbe der Flügel ist aufgrund der Konservierung verändert

Die geschlechtsreifen Männchen singen nur bei Sonnenschein. Sie haben einen artspezifischen Gesang, der aus langen Folgen von kurzen Zick-Lauten besteht, die durch Intervalle getrennt sind. Bei anhaltendem Gesang verkürzen sich die Intervalle, doch sind auch bei schneller Folge die einzelnen Laute noch wahrnehmbar.
Das Lautorgan befindet sich an der Basis der Vorderflügel und hebt sich durch seine braune Färbung vom übrigen Flügel ab. Alle Strukturen sind auf beiden Flügeln vorhanden, jedoch entsprechend ihren Funktionen in unterschiedlicher Ausprägung (Bild). Auf dem linken Flügel ist die Schrillader mit der Schrillleiste gut entwickelt. Sie ist im Mittel 2,85 mm lang und trägt auf der Unterseite durchschnittlich 73 bis 75 oval geformte Schrillzähne. Beim Singen streichen die Schrillzähne des linken Flügels über die Schrillkante des rechten Flügels. Auf dem rechten Flügel ist die Schrillleiste dagegen schwach ausgebildet. Sie misst im Mittel nur 1,55 mm und ist mit lediglich 42,80 Schrillzähnen besetzt, die an der Schallbildung nicht beteiligt sind. Demgegenüber ist der rechte Flügel mit einem wohl ausgebildeten Spiegel ausgestattet, der als Resonator wirkt. Er besteht aus einer sehr dünnen, völlig durchsichtigen Membran, die in einen stabilen Rahmen eingespannt ist. Auf dem linken Flügel ist der Spiegel nahezu vollständig rückgebildet.
Die Entwicklung der Schrillzähne wurde vergleichend beim Warzenbeißer und bei der Mittelmeer-Feldgrille (vergl. dort) untersucht. Der Entwicklungsgang stimmt bei beiden überein. Beim Warzenbeißer treten im Verlauf des letzten Larvenstadiums über der hinteren Cubitalader des Vorderflügels in Reihe angeordnete Lamellenbildungszellen und Zwischenzellen auf, die miteinander alternieren und mit Chitin überdeckt sind. Die Kerne beider Zelltypen sind sehr groß, was auf hohe Zellaktivität schließen lässt. Die Lamellen oder Schrillzähne entstehen dadurch, dass die Lamellenbildungszellen über die Oberfläche des neuen Flügels hinauswachsen, während sich die Zwischenzellen gleichzeitig nach innen zurückziehen. Kurz nach der Imaginalhäutung dehnt sich der Flügel zur vollen Größe, und die Schrillzähne nehmen ihre endgültige Position ein. Die Lamellenbildungszellen setzen sich daraufhin vom Chitin ab, bald danach auch die Zwischenzellen, und in der Folge degenerieren beide Zelltypen rasch.

## Gefährdung und Schutz
Die Art reagiert empfindlich auf Umweltveränderungen und ist gebietsweise in Deutschland bereits verschwunden.
- Rote Liste BRD: 3 (gefährdet).[4]

## Historisches
August Johann Rösel von Rosenhof beschrieb die Art in seinem berühmten Werk Insecten-Belustigungen. Er zeichnete mehrere Farbvarianten und Entwicklungsstadien der Art in sehr naturgetreuer Weise (siehe Abbildung). Ein Auszug aus der Originalbeschreibung des Warzenbeißers von Seite 57f. des 2. Bandes der Insecten-Belustigung aus dem Jahre 1749:

„§ 10. Da diese Thiere sehr bösartig sind; so hat man sich in Acht zu nehmen, wenn man sie fangen will: dann sie pflegen wo sie die bloße Haut finden, so scharf zu beissen, daß so gleich das Blut darnach gehet. Zur gleichen Zeit flüsset auch aus ihrem Mund ein brauner Safft, welcher nichts anders ist, als die in dem vordern Schlund in eine flüssige Materie verwandelte Speise. Daß aber ihr Bis mit ziemlicher Gewalt geschehe, erhellet daraus, daß man sie in den Hut beissen lässet und selbigen zur gleichen Zeit wegziehet, der Kopf mit dem Schlund an dem Hut allezeit hangen bleibet, und von dem übrigen Körper los gerissen wird.
Sonsten saussen auch die Heuschrecken gerne, und gleichwie sie durch Hülffe ihrer Spring-Füsse schnell und weit hupfen können; also dienen ihnen auch ihre Flügel, sich durch die Luft von einem Ort zu dem andern zu begeben. Ihre Feinde sind verschiedene Vögel, welche ihnen gerne nachstellen, weil sie so wohl zu ihrer, als auch ihrer Jungen Nahrung dienen. An dem sogenannten Zwirn-Wurm haben sie einen innerlichen Feind: dieser wird zuweilen eine Vierthel-Ellen lang in ihnen angetroffen, hat aber daher nur die Dicke eines Zwirn-Fadens und zehrt sie so aus, daß sie vielmals, vor der ihnen sonst bestimmten Zeit, ihr Leben endigen müssen. Statt dieses Wurms findet man sie auch öfters, sonderlich nicht lange vor ihrem instehenden Tod, mit Maden angefüllet, welche von denen Mücken ihren Ursprung haben.“